# Ritničohkka
Ritničohkka nebo též Ridnitšohkka je hora v severozápadním Laponsku ve Finsku. S nadmořskou výškou 1317 metrů jde o nejvyšší horu, jejíž vrchol leží ve Finsku.
Nejvyšší bod Finska se nachází na hoře Halti, ale její vrchol leží v Norsku, asi 1 km od finské hranice.